# Copestylum lanei
Copestylum lanei är en tvåvingeart som först beskrevs av Charles Howard Curran 1936.  Copestylum lanei ingår i släktet Copestylum och familjen blomflugor. Inga underarter finns listade i Catalogue of Life.